# Lxrun
lxrun — слой совместимости, позволяющий Linux-приложениям работать в Solaris, UnixWare и SCO OpenServer без перекомпиляции. Это открытое программное обеспечение, созданное в 1997 и распространяемое под лицензией Mozilla Public License. Sun Microsystems и SCO начали официальную поддержку lxrun в 1999.
В настоящее время lxrun больше не развивается. Для работы Linux-программ в Solaris и OpenSolaris на платформе x86 используется BrandZ («брендовая зона»).